# Robbins (Illinois)
Robbins ist ein Ort südwestlich von Chicago im Cook County. Es liegt im US-Bundesstaat Illinois. Bei der Volkszählung 2020 betrug die Einwohnerzahl 4629. Darren E. Bryant ist der aktuelle Bürgermeister. Robbins ist eine der ältesten afroamerikanischen Städte bzw. Dörfer des Landes und beherbergte den ersten Flughafen in Besitz einer Person mit schwarzer Hautfarbe.

## Geschichte
Robbins erlangte am 14. Dezember 1917 den Status einer Gemeinde und wurde nach Eugene S. Robbins benannt, einem Immobilienentwickler, der die frühe Parzellierung des Dorfes vornahm. Der Gründer und erste Bürgermeister des Dorfes war Thomas J. Kellar, der in einem frühen Interview bemerkte: „Unsere Leute in Robbins sind meistens Leute, die die weißen Kämpfe und die überfüllte Stadt satt haben. Sie kommen hierher, um Hühner zu züchten, Gärten anzulegen und ein bisschen freier zu sein.“ Kellar, der Angestellter des Cook County Board of Assessors war, wurde beauftragt, die Gründungsverfahren zu untersuchen. Die Thomas J. Kellar School in Robbins wurde ihm zu Ehren benannt und erstmals für das Schuljahr 1954 eröffnet.
Robbins war die einzige Gemeinde im Norden, die vollständig von Afroamerikanern regiert wurde.

## Geographie
Laut der Volkszählung von 2010 hat Robbins eine Gesamtfläche von 3,75 Quadratkilometer, alles Land.

## Regierung
Robbins liegt im 1. Kongresswahlbezirk von Illinois.
Im April 2021 wurde Darren E. Bryant zum Bürgermeister von Robbins gewählt. Mit 29 Jahren ist er der jüngste afroamerikanische Bürgermeister, der je in Illinois gewählt wurde.

## Transport
Robbins wird von einer Station der Pendlerbahnlinie Rock Island District von Metra bedient. Robbins wird von zwei Pace-Buslinien angefahren, 359 Robbins/South Kedzie Avenue und 385 87th/111th/127th.
Die Interstate 294 verläuft durch Robbins, hat aber keine Ausfahrten innerhalb der Dorfgrenzen. Der Zugang zu den Interstates 57 und 294 ist innerhalb von fünf bis acht Autominuten erreichbar.
Der internationale Flughafen Midway ist in 25–30 Autominuten erreichbar. Das Dorf beherbergt den südlichen Anflugradarturm von MDW. Der internationale Flughafen O’Hare wird über die Interstate 294 mit der Ausfahrt IL-50/83 Cicero in 30–45 Minuten mit dem Auto erreicht.
Von 1930 bis 1933 befand sich hier der Robbins Airport, der erste von Afroamerikanern besessene und betriebene Flughafen in den Vereinigten Staaten. Er war Modell für das Tuskegee Airmen Program während des Zweiten Weltkriegs. Viele afroamerikanische Piloten flogen diesen Flughafen an. Die umliegenden weißen Gemeinden wie Blue Island und Midlothian billigte diese Aktivität nicht, und ihre Polizei verhaftete manchmal schwarze Piloten, nachdem sie in Robbins gelandet waren. Der Flughafen mit einer Landebahn und der Hangar wurden 1933 von einem Tornado zerstört. Schule und Betrieb wurden auf Einladung weißer Besitzer des Harlem Airport in Chicago (er befand sich südlich des heutigen Midway International Airport) verlegt. Von dort traten viele der Flugschullehrer in das Tuskegee Airmen Program ein. Ein bemerkenswerter Ausbilder und der Mann, der als Gründer des Robbins-Flughafens gilt, war John C. Robinson, der Oberbefehlshaber der äthiopischen Luftwaffe war, als Italien 1935 in Äthiopien einmarschierte. Die Aktivitäten dieser Männer und Frauen wurden vom Air and Space Museum der Smithsonian Institution anerkannt.

## Persönlichkeiten
- Nichelle Nichols (1932–2022), Schauspielerin und Sängerin, in Robbins geboren

## Bildung
Robbins gehört zum Posen-Robbins School District 143½.